# Az amerikai demokrácia
Az amerikai demokrácia avagy A demokrácia Amerikában (franciául De la Démocratie en Amérique) Alexis de Tocqueville francia társadalomtudós klasszikus műve, amely az 1830-as évekbeli Amerikai Egyesült Államok demokratikus intézményrendszerét mutatja be. A megjelenése óta klasszikusnak számító mű azóta is fontos referenciapont, jelentős közgazdasági, illetve szociológiai, történelemtudományi alkotás.

## Tartalma
A kötet fő kérdése, hogy a köztársasági demokrácia miért lett olyan sikeres Amerikában és miért bukott el annyi más helyen, például saját hazájában, Franciaországban. Tocqueville analitikusan próbálja az amerikai demokráciát megérteni, bemutatva annak intézményeit és azok funkcióit. Megjósolja a demokrácia jövőjét az Egyesült Államokban, bemutatja a lehetséges fenyegetéseket és a valós veszélyeket. Ezek közé tartozik a többség zsarnoksága: a demokráciában a többség akarata érvényesül, és akik kisebbségbe kerülnek, az ellentétes érdekek miatt sokszor érezhetik a többséget zsarnokinak.
Megfigyelései közé tartozik a vallás fontossága az Egyesült Államokban, ami a kormányzattól való elkülönülése után vált jelentőssé. Ehhez viszonyítja a franciaországi állapotokat, ahol a demokrácia és a vallás egészségtelen egysége uralkodik.
Tocqueville-nek meglepően sok előrejelzése vált valóra. Helyesen jósolta meg, hogy a rabszolgaságról való vita szétszakítja az Egyesült Államokat (amerikai polgárháború), illetve hogy az Egyesült Államok és Oroszország rivális szuperhatalommá fognak válni.

## Megjelenése
Eredetileg két kötetben jelent meg, az első 1835-ben, a második 1840-ben. Azonnali népszerűség vette körül mind Európában, mind az Egyesült Államokban. Magyarországon hamar lefordították, kiadása a reformkorban nagy feltűnést keltett. 
Sok kiadása volt a 19. században. A 20. századra a politikatudomány, a társadalomtudomány és a történelem klasszikus művének számított. Gyakori olvasmány az amerikai politikai kultúráról különféle rangos egyetemeken. 

## Magyarul
- Tocqueville Elekː A' democratia Amerikában, 1-2.; ford. Fábián Gábor; Egyetemi Ny., Buda 1841–1843
- A demokrácia Amerikában. Válogatás; vál., utószó Kulcsár Kálmán, ford. Frémer Jusztina et al.; Gondolat, Bp., 1983 (Politikai gondolkodók) ISBN 963-281-326-x
- Az amerikai demokrácia; tan. François Furet, ford. Ádám Péter et al., név- és tárgymutató Dombi Gábor; Európa, Bp., 1993 ISBN 963-07-5530-0

## Külső hivatkozások
- A mű angolul Archiválva 2016. április 20-i dátummal a Wayback Machine-ben